# Bosbloedbij
De bosbloedbij of fijne neusbloedbij (Sphecodes ephippius) is een vliesvleugelig insect uit de familie Halictidae. De wetenschappelijke naam van de soort is gepubliceerd in 1767 door Linnaeus.